# Mohoua novaeseelandiae
Il pipipi o testabruna della Nuova Zelanda (Mohoua novaeseelandiae (Gmelin, 1789)) è un uccello passeriforme della famiglia Mohouidae.

## Etimologia

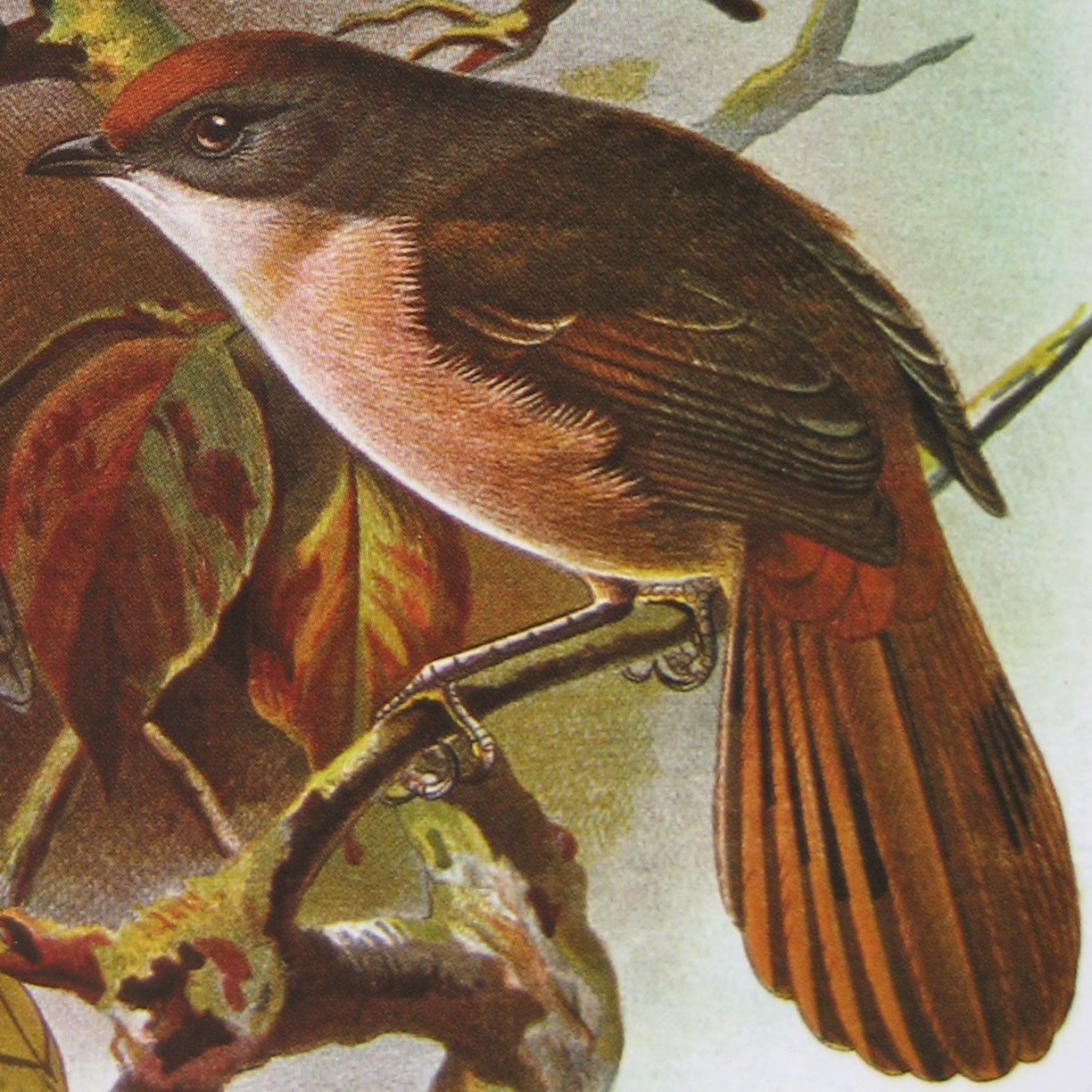
A History of the Birds of New Zealand, Buller, 1888

Il nome scientifico della specie, novaeseelandiae, deriva dal latino e significa "della Nuova Zelanda", in riferimento al suo areale: il nome comune deriva dal māori ed è un'onomatopea del suo verso.

## Descrizione

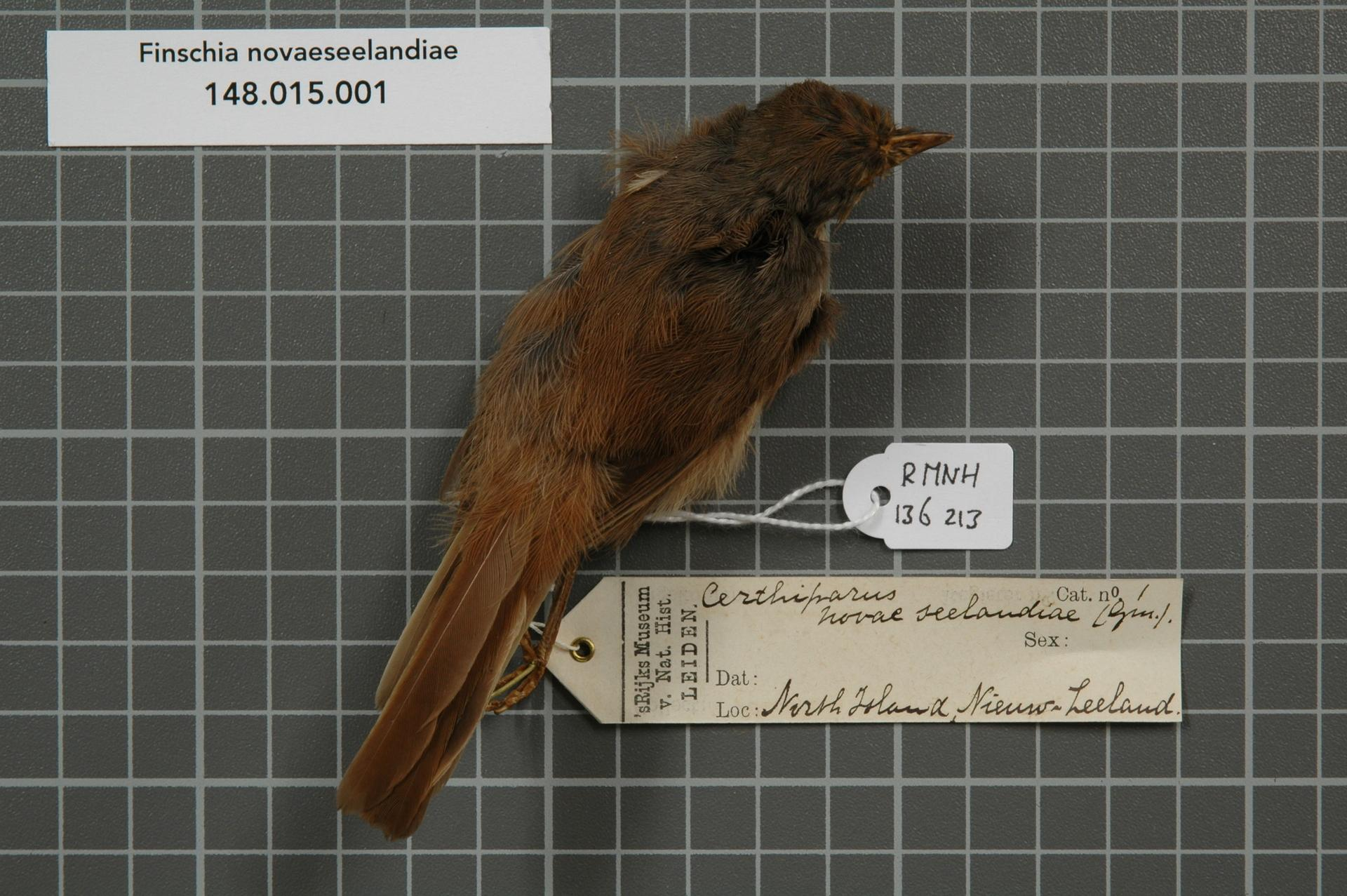
Veduta dorsale di esemplare impagliato.

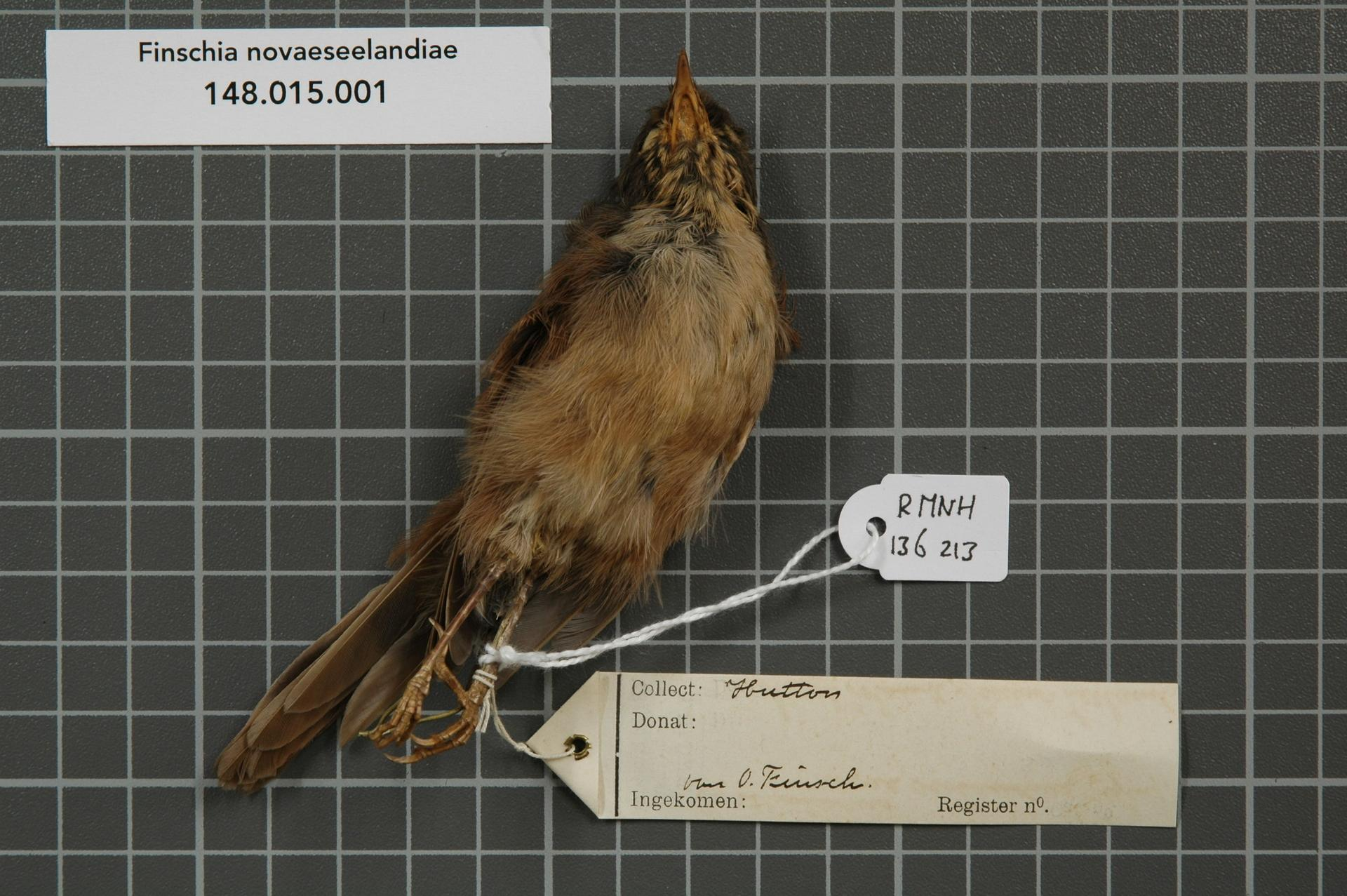
Veduta ventrale di esemplare impagliato.

### Dimensioni
Misura 12,5-13,5 cm di lunghezza, per 10-14 g di peso: a parità d'età, le femmine sono leggermente più piccole e slanciate rispetto ai maschi.

### Aspetto
Si tratta di uccelletti dall'aspetto paffuto e massiccio, con testa arrotondata, corto collo (sicché la testa appare direttamente incassata nel torso), coda lunga e squadrata e becco corto, conico, sottile e appuntito, con punta lievemente ricurva.
Il piumaggio è di color beige su gola (dove esso si presenta più chiaro, tendendo al biancastro), petto, ventre e sottocoda, mentre il dorso è di colore bruno scuro, con riflessi color cannella: fronte e vertice sono di color nocciola, così come di questo colore sono i fianchi, il codione e la coda. Il resto della testa è invece di color grigio-nerastro, con un sopracciglio più chiaro e tendente al grigio cenere.

Non sussiste dimorfismo sessuale evidente nella colorazione del piumaggio.
Il becco e le zampe sono di colore nerastro, mentre gli occhi sono di colore bruno-rossiccio.

## Biologia

Illustrazione di metà '800.

Si tratta di uccelli dalle abitudini diurne e moderatamente gregarie, che passano la maggior parte della giornata alla ricerca di cibo fra i rami e i tronchi della canopia, muovendosi in stormi a composizione familiare (una coppia riproduttrice coi figli di varie nidiate), spesso in associazione con altre specie.
Il verso di questi uccelli è piuttosto aspro: esso consta di 5-15 sillabe cinguettate nei maschi e di 4-9 nelle femmine.

## Alimentazione
Il pipipi è un uccello insettivoro, la cui dieta si compone soprattutto di insetti ed altri piccoli invertebrati, nonché delle loro larve: il cibo viene rinvenuto in massima parte nelle crepe della corteccia e fra i tronchi, con l'animale che spesso si appende a testa in giù ai rami (similmente a quanto osservabile fra i regoli o le cince nostrane) per reperirlo. Durante l'autunno australe, questi animali si nutrono anche di piccoli frutti e di bacche, mentre in passato durante l'inverno essi erano soliti avvicinarsi ai ranch per nutrirsi degli scarti della macellazione degli ovini.

### Riproduzione
La stagione riproduttiva si estende da settembre a febbraio: si tratta di uccelli monogami, che durante la stagione degli amori possono portare avanti fino a quattro covate se la disponibilità di cibo è sufficiente.
Le coppie collaborano sia nella costruzione del nido (una coppa di fibre vegetali intrecciate edificata alla biforcazione di un ramo) che nella cova delle 2-4 uova (che dura circa due settimane) e nell'allevamento della prole, coi pulli che schiudono ciechi ed implumi e s'involano attorno alle tre settimane di vita.

I giovani, una volta indipendenti, tendono a formare dei gruppetti fra loro, rimanendo però nel territorio dello stormo natio.

## Distribuzione e habitat
Il pipipi è endemico della Nuova Zelanda, della quale abita l'Isola del Sud, oltre a Stewart Island ed altre piccole isole circonvicine: un tempo diffusa e comune su tutta l'isola, attualmente la si osserva lungo la costa settentrionale, meridionale e occidentale, mentre su quella orientale è meno frequente e nell'interno manca quasi del tutto.
L'habitat di questi uccelli è rappresentato dalle foreste native di faggio australe e manuka, mature ma non necessariamente fitte, ma con presenza di folto sottobosco: questi uccelli hanno col tempo colonizzato anche le pinete non native.

## Tassonomia
In passato, il pipipi veniva classificato in un proprio genere monotipico, Finschia, col nome di F. novaeseelandiae: le analisi genetiche, tuttavia, ne hanno dimostrato l'affinità col genere Mohoua, nel quale la specie è stata spostata.